# Ильяшенко, Кирилл Фёдорович
Кирилл Фёдорович Ильяшенко (рум. Chiril Iliaşenco; 14 [27] мая 1915, с. Липецкое, Подольская губерния — 21 апреля 1980, Кишинёв) — советский и молдавский государственный и партийный деятель, Председатель Президиума Верховного Совета Молдавской ССР с 1963 по 1980 годы, заместитель Председателя Президиума Верховного Совета СССР с 1966 по 1980 годы.

## Биография
Сын молдавского крестьянина. В 1939 году окончил физико-математический факультет Тираспольского педагогического института.
С февраля 1940 года до 1945 года служил в РККА (Советской Армии). Участник Великой Отечественной войны. Сражался с врагом на Западном, Юго-Западном, 3-м Украинском и Северокавказском фронтах. Член КПСС с 1945 года.
В 1945—1946 — сотрудник, заведующий отделом редакции газеты «Moldova Socialist».
С 1946 — на партийной работе в аппарате ЦК КП Молдавской ССР. Инструктор, заведующий сектором ЦК КП (б) Молдавии (1946—1948), заместитель заведующего Отделом пропаганды и агитации ЦК КП (б) Молдавии (1948—1951), заведующий Отделом художеств, литературы и искусства ЦК КП (б) — Компартии Молдавии (1951—1953), заведующий Отделом науки, школ и культуры ЦК КП Молдавской ССР (1953—1962).
В 1962—1963 гг. — председатель Государственного комитета Совета Министров Молдавской ССP по координации научно-исследовательских работ, заместитель Председателя Совета Министров Молдавской ССP.
С 3 апреля 1963 года по 10 апреля 1980 года — Председатель Президиума Верховного Совета Молдавской ССР, одновременно со 2 августа 1966 года по 21 апреля 1980 года — заместитель Председателя Президиума Верховного Совета СССР.
Член Бюро ЦК КП Молдавской ССР (1963—80 гг.).
В 1966—1971 — член Центральной ревизионной комиссии КПСС, с 1971 — кандидат в члены ЦК КПСС.
Делегат XXIII и XXIV съездов КПСС.
Избирался депутатом Верховного Совета СССР 7, 8, 9, 10-го созывов.

## Награды
- Орден Ленина (дважды),
- Орден Октябрьской Революции,
- Орден Трудового Красного Знамени (дважды),
- Орден «Знак Почёта»,
- медали СССР.

В Кишинёве его именем была названа улица, позже её переименовали.